# Richard Eaton
Richard Eaton (* 16. Januar 1914 in Victoria, British Columbia; † 25. Januar 1968 auf Rhodos) war ein kanadischer Chorleiter, Organist und Komponist.
Eaton war von 1930 bis 1935 Organist an der Christ Church Cathedral in Victoria. Er ging dann nach Montreal, wo er als Organist und Chorleiter an der St Martin's Church wirkte und an der McGill University bei Claude Champagne studierte. Von 1939 bis 1944 unterrichtete er am Upper Canada College in Toronto, danach an der Ottawa Technical High School.
Seit 1947 unterrichtete er an der University of Alberta in Edmonton, wo er die musikalische Fakultät leitete. Er wirkte hier im Vorstand der Edmonton Opera Association und des Edmonton Symphony Orchestra und unternahm Reisen mit dem gemischten Chor der Universität. 1951 gründete er die University Singers, deren Dirigent er bis 1967 war. Der Chor wurde nach seinem Tode Richard Eaton Singers benannt.
Eaton komponierte zahlreiche Anthems und Volksliedbearbeitungen.

## Werke
- Blest Are the Pure in Heart (1943)
- O Holy Spirit, Lord of Grace (1954)
- Three French-Canadian Folksongs (1958)